# Орловский (Мошковский район)
Орловский — упразднённый посёлок в Мошковском районе Новосибирской области. На момент упразднения входил в состав Новомошковского сельсовета укрупнённого Болотнинского сельского района. Исключён из учётных данных в 1968 году.

## География
Располагался на левом берегу реки Круть-Балта, в 6,5 км к северо-востоку от села Новомошковское.

## История
Посёлок был основан в 1907 году. В 1926 году состоял из 128 хозяйств. В административном отношении являлся центром Орловского сельсовета Алексеевского района Новосибирского округа Сибирского края.
Упразднён в 1968 году.

## Население
По переписи 1926 года в посёлке проживало 659 человек (320 мужчин и 339 женщин), основное население — русские.